# Varengeville-sur-Mer
Varengeville-sur-Mer este o comună franceză situată în departamentul Seine-Maritime, în regiunea Normandie.
Este cunoscută pentru cimitirul său marin, unde sunt înmormântați, printre alții, Jean Francis Auburtin, Georges Braque, creator al unui vitraliu al bisericii, Georges de Porto-Riche și Albert Roussel. Impresionistul francez Claude Monet a vizitat Varengeville și a pictat peisajele sale.

## Geografie

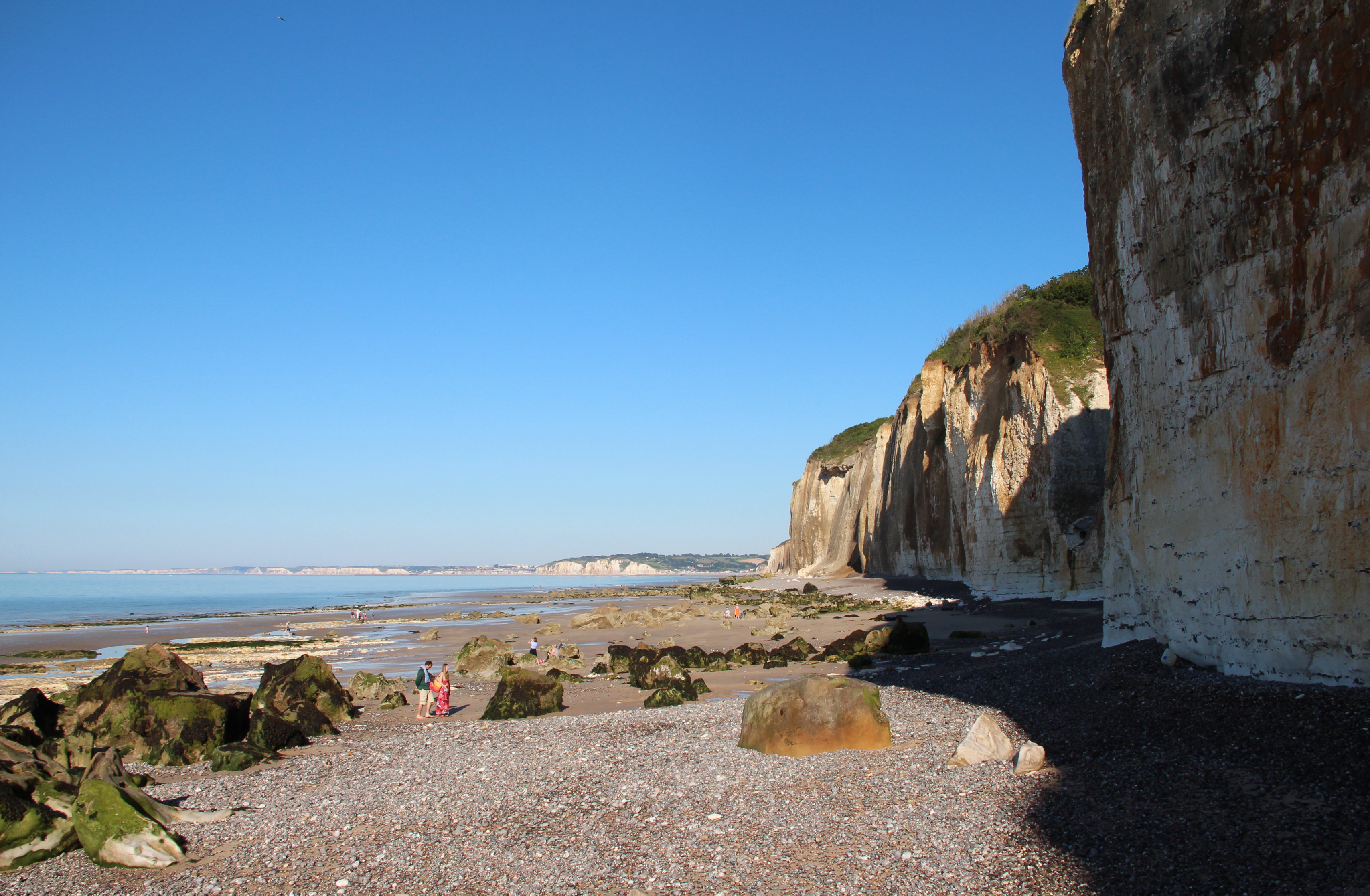
Plaja Vastérival, cătun al localității Varengeville, unde un dezvoltator a planificat, la începutul secolului al XX-lea, un mare lotisment pe platou (proiect rămas neterminat).

### Descriere
Varengeville-sur-Mer este un sat normand din ținutul Caux, situat între fosta RN 25 (actuala RD 925) și Canalul Mânecii, la cinci kilometri vest de Dieppe, între Pourville și Sainte-Marguerite-sur-Mer.
Satul dispune de două plaje sălbatice: plaja Petit Ailly, numită și Glacière, și plaja Gorge des Moutiers, accesibilă doar pe jos, situată sub biserica Saint-Valery și faimosul său cimitir marin, în prelungirea parcului des Moutiers.

### Comune limitrofe
| Canalul Mânecii           | Canalul Mânecii    | Canalul Mânecii |
| Sainte-Marguerite-sur-Mer |                    | Hautot-sur-Mer  |
| Longueil                  | Ouville-la-Rivière | Offranville     |

### Clima
În 2010, clima comunei era de tip oceanic pur, conform unui studiu realizat de CNRS, bazat pe o serie de date care acoperă perioada 1971-2000. În 2020, Météo-France a publicat o tipologie a climei din Franța metropolitană, în care comuna este expusă unui climat oceanic și se află în regiunea climatică „Côtes de la Manche orientale”, caracterizată printr-un nivel scăzut de însorire (1.550 h/an), o umiditate ridicată a aerului (peste 20 de ore/zi cu umiditate relativă > 80% iarna) și vânturi frecvente și puternice. În paralel, GIEC Normand, un grup regional de experți în climat, a diferențiat, într-un studiu din 2020, trei mari tipuri de climat pentru regiunea Normandia, nuanțate la o scară mai fină de factorii geografici locali. Conform acestui zonaj, comuna este expusă unui „climat maritim”, corespunzător regiunii Pays de Caux, rece, umed și ploios, ușor mai rece decât în Cotentin.
Pentru perioada 1971-2000, temperatura medie anuală este de 10,6 °C, cu o amplitudine termică anuală de 12,4 °C. Cantitatea medie anuală de precipitații este de 845 mm, cu 12,6 zile de precipitații în ianuarie și 8,3 zile în iulie. Pentru perioada 1991-2020, temperatura medie anuală observată la stația meteorologică situată în comuna Dieppe la 6 km distanță în linie dreaptă, este de 11,3 °C, iar cantitatea medie anuală de precipitații este de 805,2 mm. Pentru viitor, parametrii climatici estimati pentru comună pentru anul 2050, conform diferitelor scenarii de emisii de gaze cu efect de seră, pot fi consultati pe un site dedicat publicat de Météo-France în noiembrie 2022.

### Geologie
Teritoriul este traversat de sinclinalul Vexin, cunoscut și sub numele de sinclinalul Varengeville. În această depresie normandă, orientată SE-NV, s-au depus sedimente nisipo-argiloase pe seria stratigrafică a cretei. De fapt, bazinul parizian a resimțit efectele orogenezei alpine, care a deformat sau ondulat formațiunile geologice. Reactivarea structurilor hercinice în timpul acestei orogeneze a generat o succesiune de anticlinale și sinclinale de direcție variscă, cel mai remarcabil fiind anticlinalul din ținutul Bray.
Prezența pânzelor freatice (între 2 și 12 metri adâncime, deasupra argilelor impermeabile și în nivelurile nisipoase permeabile), care se scurg spre mare, provoacă o eroziune semnificativă a falezelor nisipo-argiloase. Alunecarea acestora, cauzată de alternanța materialelor permeabile și impermeabile, duce la formarea unor zone de retragere a falezei, numite local frettes, unde întregi porțiuni de material se desprind, formând crăpături și alunecând pe terasele înclinate. În aceste condiții, se formează un front de eroziune de mai mulți kilometri lungime și câteva sute de metri lățime. Eroziunea afectează atât partea superioară a falezei (-80 m din 1930), cât și partea inferioară (-60 m în 100 de ani).
Litoralul este presărat cu văi înguste ce permit accesul la mare.

## Urbanism

### Tipologie
La 1 ianuarie 2024, Varengeville-sur-Mer este clasificată drept comună rurală cu habitat dispersat, conform noii grile comunale de densitate în șapte niveluri definită de  INSEE (Institutul Național de Statistică și Studii Economice) în 2022. Aceasta aparține unității urbane Hautot-sur-Mer, o aglomerație intra-departamentală formată din trei comune, dintre care Varengeville-sur-Mer este o comună de periferie. În plus, comuna face parte din aria metropolitană a Dieppe, din care este o comună a coroanei. Această arie, care include 62 de comune, este clasificată în categoriile cu populații cuprinse între 50.000 și mai puțin de 200.000 de locuitori.
Comuna, mărginită de Canalul Mânecii, este, de asemenea, o comună litorală în sensul legii din 3 ianuarie 1986, cunoscută sub numele de legea litoralului. Dispoziții urbanistice specifice se aplică aici pentru a proteja spațiile naturale, siturile, peisajele și echilibrul ecologic al litoralului, cum ar fi, de exemplu, principiul interdicției de construire în afara zonelor urbanizate pe fâșia litorală de 100 de metri sau mai mult, dacă planul local de urbanism prevede acest lucru.

### Utilizarea terenului
Utilizarea terenurilor din comună, conform bazei de date europene privind utilizarea biogeografică a terenurilor Corine Land Cover (CLC), este marcată de predominanța terenurilor agricole (66,3 % în 2018), în scădere față de 1990 (69,6 %). Distribuția detaliată în 2018 este următoarea: terenuri arabile (42,1 %), păduri (23,3 %), pajiști (13,7 %), zone agricole eterogene (10,5 %), zone urbanizate (10 %), zone umede de coastă (0,4 %). Evoluția ocupării terenurilor în comună și a infrastructurilor sale poate fi observată pe diferitele reprezentări cartografice ale teritoriului: harta Cassini (secolul XVIII), harta de stat-major (1820-1866) și hărțile sau fotografiile aeriene ale IGN pentru perioada actuală (1950 până în prezent).

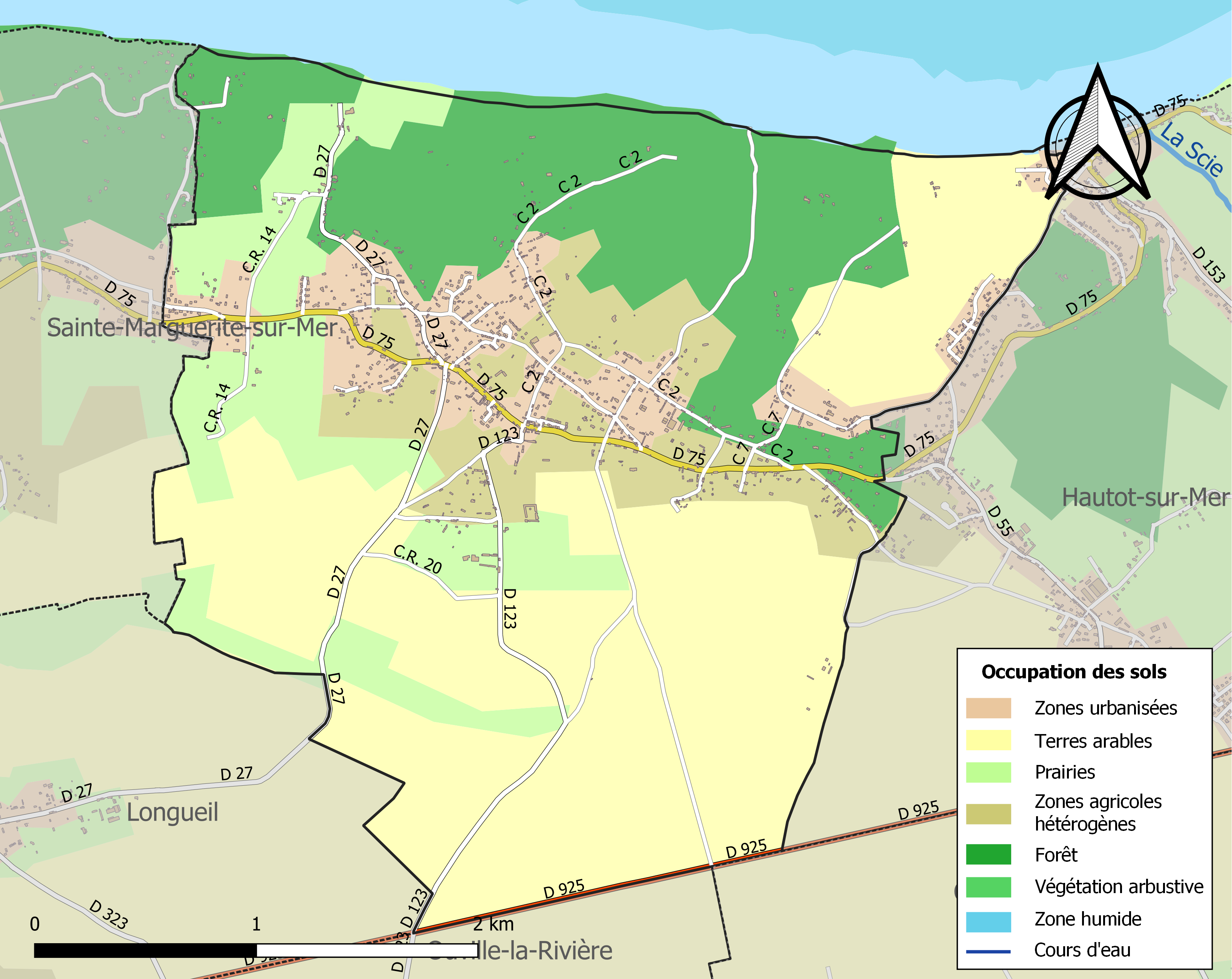
Harta infrastructurii și utilizării terenului a comunei în 2018 (CLC).

## Toponimie

### Varengeville
Numele localității este atestat în diverse forme istorice, precum Waringivilla în 1035 și Ware[n]gervilla în secolul al XII-lea.
Acesta este un tip toponimic medieval în -ville, care înseamnă „domeniu rural” → „sat” (termen derivat din cuvântul galo-roman villa, având sensul de „domeniu rural”, provenit din latinescul villa rustica). De obicei, acest sufix este precedat de un antroponim de origine germanică (sau anglo-scandinavă în Normandia).
În acest caz, probabil se face referire la numele de persoană francic Warengarius, care este încă atestat ca patronim în departamentul Seine-Maritime sub forma Varanger și în Sarthe, sub forme precum Guéranger și Garanger.
Păstrarea sunetului [w] inițial, urmată de trecerea sa la [v] în secolul al XII-lea, se explică prin localizarea Varengeville în partea nordică a Normandiei. În partea sudică (și în franceza standard), acest nume ar fi evoluat în forma Garangeville.
Se poate observa o omonimie cu Saint-Pierre-de-Varengeville (Seine-Maritime), atestat sub forma Warengiervillam în secolul al XII-lea.
Într-un studiu ulterior, François de Beaurepaire asociază Varengeville cu alte toponime precum Varenguebec (Manche, Warengebech 1185) și Varengron (pădure din Vasteville, Warengelon 1274), precum și Varengron (Calvados, Saint-Contest, Warengelon 1398). Acestea sunt, în opinia sa, formate cu numele de persoană germanic Waringus, asociat în primul caz cu apelativul -bec, provenit din vechiul norvegian bekkr („pârâu”), iar în al doilea caz cu -lon, element derivat din norvegianul lundr („pădurice”).
Patronimele Varangue / Varengue, care își au originea în aceste toponime, sunt specifice exclusiv departamentelor normande, în special Manche și Seine-Maritime.
Pe de altă parte, Varengeville se află în zona de răspândire a toponimiei scandinave. Adesea, numele de persoane scandinave s-au confundat cu cele germanice continentale sau anglo-saxone. Astfel, elementul Vareng- poate reprezenta numele de persoană norvegiană Væringi, o variantă a Væringr, care înseamnă „Varang” (sau „mercenar vareg”).

### Vasteriva
Vallonul și plaja de la Varengeville-sur-Mer (menționate ca manoir de Wathierval în 1333 și vallon de Vatrival în 1762) își au originea în denumirea „valul lui Vautier sau Vatier”, forme normande ale numelui Gauthier.
Litera s grafică din Vaste-, introdusă pentru a marca vocala [a] închisă și lungă, a apărut la sfârșitul secolului al XVIII-lea. Pronunția tradițională este confirmată de forma din 1762, Vatrival.

## Istorie
Încă se mai vedeau în secolul al XIX-lea numeroase urme de fortificații în locul numit le Câtelier, care au dispărut astăzi și nu au făcut niciodată obiectul unor datare precise.
În a doua jumătate a secolului al XIX-lea, pe urmele renumelui orașului Dieppe, devenit o stațiune balneară la modă, Varengeville a devenit un loc frecventat de artiști, precum pictorii William Turner sau Claude Monet.

## Populația și societatea

### Date demografice
Evoluția numărului de locuitori este cunoscută prin recensămintele populației efectuate în comună începând din 1793. Pentru comunele cu mai puțin de 10 000 de locuitori, un recensământ al întregii populații este realizat la fiecare cinci ani, populațiile legale pentru anii intermediari fiind estimate prin interpolare sau extrapolare.
În 2022, comuna număra 962 locuitori, în scădere cu -0,93 % față de 2016 (Seine-Maritime: +0,35 %, Franța fără Mayotte: +2,11 %).
| An        | 1793 | 1821 | 1841 | 1856 | 1876 | 1886 | 1901 | 1921 | 1936 | 1962 | 1982 | 2006 | 2014 | 2022 |
| --------- | ---- | ---- | ---- | ---- | ---- | ---- | ---- | ---- | ---- | ---- | ---- | ---- | ---- | ---- |
| Populație | 1196 | 1125 | 1160 | 1062 | 1092 | 1065 | 996  | 818  | 986  | 1011 | 1050 | 1071 | 995  | 962  |

## Cultura și patrimoniul local

### Locuri si monumente

#### Grădinile din Varengeville-sur-Mer
- Grădina Shamrock, care găzduiește cea mai mare colecție de hortensii din lume, cu peste o mie de varietăți diferite, este recunoscută oficial de Conservatorul francez al colecțiilor vegetale specializate (CCVS) și poartă eticheta de „jardin remarquable” (grădină remarcabilă).
- Bois des Moutiers este un parc de doisprezece hectare care include un conac, grădini și o pădure, creat de Guillaume Mallet începând din 1898, întinzându-se până la malul mării. Este renumit în special pentru rhododendronii săi gigantici.

Conacul a fost construit în stilul Arts & Crafts de arhitectul englez Sir Edwin Lutyens, care a proiectat și palatul viceregal din India, în New Delhi. Grădinile și parcul au fost concepute de peisagista engleză Miss Gertrude Jekyll, o figură marcantă a mișcării Arts & Crafts.
Domeniul des Moutiers este clasificat ca sit natural protejat din 1973. Conacul și grădinile au fost incluse pe lista monumentelor istorice la 11 decembrie 2009, iar în 2004 au primit eticheta „jardin remarquable” (grădină remarcabilă).
- Bois de Morville este o grădină privată creată de peisagistul Pascal Cribier pentru Eric Choquet.
- Jardin du Vasterival se află în comuna vecină, Sainte-Marguerite-sur-Mer.

#### Monumente și alte locuri
- Biserica Saint-Valery și cimitirul marin (clasificate ca monumente istorice[40]) se află la marginea falezei, nu departe de locul numit „Câtelier”, pe care localnicii îl denumesc „mormântul degetului mic al lui Gargantua”.

Mormintele înconjoară clădirea, cu excepția părții dinspre absidă. Biserica și cimitirul au servit drept decor pentru filmarea scenei cu înmormântarea falsă din filmul Întoarcerea marelui blond.
- Capela Saint-Dominique[41].
- Muzeul Michel Ciry[42][43].
- Castelul Varengeville-sur-Mer.
- Conacul Ango, clasificat ca Monument Istoric în 1862[44].
- Conacul de l'Église, fosta vilă La Palette, datând din al doilea sfert al secolului al XX-lea, ale cărei grădini sunt clasificate ca monument istoric din 3 decembrie 2008[45].
- Zonele din jurul bisericii din Varengeville-sur-Mer, sit clasat (1942).
- Falezele din Varengeville, care se află în centrul unui proiect de clasificare ca patrimoniu mondial UNESCO, inițiat de comunitatea aglomerației Regiunii Dieppe.
- Văile înguste care permit accesul la mare.

### Personalități
- Jean Francis Auburtin (1866-1930), pictor, a decedat la Varengeville.
- Louis Aragon și André Breton – cei doi scriitori au locuit, printre altele, la manoir d'Ango în vara anului 1927, unde au scris, respectiv, Traité du style și Nadja.
- Georges Braque (1882-1963), este înmormântat în cimitirul marin.
- Michel Ciry (1919-2018), artist pictor, a decedat la Varengeville. O parte din lucrările sale pot fi admirate în muzeul său din Varengeville-sur-Mer.
- Eugène Isabey (1803-1886) a pictat mai multe peisaje din Varengeville.
- Jiddu Krishnamurti (1895-1986) a locuit în 1915 la Bois des Moutiers, unde a început redactarea autobiografiei sale.
- René Ménard (1862-1930), pictor.
- Claude Monet (1840-1926) a pictat mai multe peisaje din Varengeville.
- Paul Nelson (1895-1979), arhitect, este înmormântat în cimitirul marin.
- Georges de Porto-Riche (1849-1930) este înmormântat în cimitirul marin.
- Albert Roussel (1869-1937) este înmormântat în cimitirul marin.